# 146 a. C.
El año 146 a. C. fue un año del calendario romano prejuliano. En el Imperio romano, fue conocido como el año 608 Ab Urbe condita.

## Acontecimientos
- Hiparco determina el punto equinoccial.

### Roma
- Hispania: Viriato derrota a Cayo Plautio y Claudio Unimano, pretores de la Hispania Ulterior y la Citerior.

### África
- Roma culmina el sitio a Cartago, gracias a los ejércitos dirigidos por Escipión Emiliano y la destruye por orden del Senado Romano, a pesar de las protestas de Escipión, junto con otras 5 ciudades púnicas. Fin de la tercera guerra púnica

### Grecia
- Batalla de Corinto — Los romanos bajo Lucio Mumio derrotan a la Liga Aquea bajo Dieo cerca de Corinto. Corinto es destruida y la Liga Aquea disuelta. Este hito da a Roma el dominio sobre Grecia y con ello, del Mediterráneo. Grecia se convierte en provincia romana.
- Macedonia y Grecia se convierten en una sola provincia romana.[1]

## Fallecimientos
- 28 de noviembre — Gencio, el último rey de Iliria
- Critolao, general de la Liga Aquea (muerto en batalla)